# Damias plagosus
Damias plagosus là một loài bướm đêm thuộc phân họ Arctiinae, họ Erebidae.